# Phonotaxe
Pour les articles homonymes, voir Phonotaxe (téléphone public).
La phonotaxe ou phonotactique est la branche de la phonétique et de la phonologie d’une langue donnée, qui étudie les séquences de sons (phones du point de vue de la phonétique), respectivement de phonèmes (du point de vue de la phonologie) pouvant exister dans cette langue, c’est-à-dire quels sons peuvent apparaître et dans quelles positions dans la langue en cause (par exemple structures possibles de syllabes, séquences de consonnes). Ces possibilités et les restrictions qu’elles impliquent constituent les règles phonotactiques de la langue,,.

## Universaux phonotactiques
Bien que les langues diffèrent plus ou moins les unes des autres, elles ont tout de même certains traits communs. Parmi ceux-ci, un trait phonotactique des plus généraux est que dans chaque langue il y a des combinaisons de voyelles et de consonnes dans des syllabes.
Quelques-uns des universaux concernant la structure de la syllabe sont les suivants :
- Dans chaque langue il y a des syllabes ouvertes, c’est-à-dire terminées en voyelle, mais il n’y a pas obligatoirement des syllabes fermées aussi, c-à-d. terminées en consonne[5].
- Dans chaque langue il y a des syllabes à consonne initiale, mais il n’y a pas obligatoirement des syllabes sans consonne initiale[5].
- Dans chaque langue où il y a des syllabes ayant la structure voyelle + consonne (VC), il y a aussi des syllabes CVC, V et CV[5].
- Dans chaque langue il y a des syllabes du type CV, c’est donc un type universel[6].

L’un des universaux phonotactiques les plus importants est que, si dans une langue il y a une certaine combinaison de sons, un certain type de syllabe, etc., alors dans la langue en cause il y a aussi des combinaisons de sons, des types de syllabes, etc. moins marqués que ceux-ci. Dans le domaine des types de syllabes, par exemple, sont marqués ceux que certaines langues n’admettent pas, comme le type CVC. Il y a, par exemple, des langues où la syllabe /ma/ est possible, mais la syllabe /mak/ ne l’est pas, mais il n’y a pas de langues où la syllabe /mak/ soit possible, mais non la syllabe /ma/. On dit, par conséquent, que le type CVC est marqué par rapport au type CV, qui est non marqué, étant universel.
On a remarqué aussi concernant la syllabe, comme un phénomène général dans les langues du monde, que le sortiment des consonnes initiales de syllabe est plus grand que celui des consonnes finales de syllabe.

## Règles phonotactiques dans quelques langues

### Successions possibles et impossibles de sons
Dans chaque langue il y a des règles concernant les sons qui peuvent, respectivement ne peuvent pas se succéder. En anglais, par exemple :
- La consonne /h/ peut se trouver seulement devant, jamais après une voyelle[1].
- La consonne /ŋ/ ne peut être précédée que de voyelles brèves : /ɪ/, /æ/, /ʌ, /ɒ/)[2].

### Nombre de sons de même nature qui peuvent se succéder
Les langues traitent différemment le groupement de consonnes. La gamme des possibilités va de l’absence de groupes de consonnes à la succession de plus de trois, même dans une syllabe. Ces possibilités sont déterminées par plusieurs facteurs, comme la position des consonnes dans le mot ou dans la syllabe, et la nature des consonnes qui peuvent être groupées.
Le hawaïen, par exemple, est une langue qui ne permet que des syllabes ouvertes, il n’y a donc pas de succession de consonnes.
En japonais, le nombre de consonnes qui peuvent se suivre est de deux, mais seulement en syllabes différentes, et si elles sont identiques (ex. Hok-kaido), ou si la consonne finale de la première syllabe est /n/ (Hon-da).
En chinois non plus il n’y a pas de consonnes se succédant dans la même syllabe, et elles sont toujours aux nombre de deux, mais en fin de syllabe on peut avoir non seulement /n/, mais aussi /ŋ/ et /ɻ/. Le swahili, le peul, le coréen et le turc non plus n’admettent pas plus de deux consonnes successives.
En thaï il peut y avoir plus de consonnes finales de syllabe que dans les langues précédentes (/m/, /n/, /ŋ/, /p/, /t/ et /k/), et cette langue admet deux consonnes dans une même syllabe.
En français il peut y avoir jusqu’à trois consonnes dans une même syllabe, mais c’est relativement rare. C’est possible en début de syllabe et les combinaisons admises sont réduites en nombre. Sont permis, par exemple, les groupes /stR/ (ex. strident) et /skR/ (scruter), mais non pas un groupe tel /pms/. Il y a des restrictions pour les combinaisons de deux consonnes aussi en début de syllabe. Sont permis les groupes /ps/ (psychologie), /pR/ (prendre), /tR/ (traire), /pl/ (plaire), mais non pas /ml/, /bm/, /ms/, /rs/, /jl/, par exemple. En fin de syllabe aussi, il y a certains groupes de deux consonnes qui sont possibles.
En anglais, le nombre maximal de consonnes en début de syllabe est de trois et est de cinq en fin de syllabe, mais de tels exemples sont rares : sprint « course de vitesse » ([spɹɪnt]), strengths « forces » ([strɛŋkθs], même s'il peut également être prononcé [strɛŋθs]), ou angsts ([æŋksts]) « angoisse »  qui cumule cinq consonnes en fin de syllabe. Dans le même temps, il y a des groupes de consonnes qui ne sont pas admis dans ces positions, par exemple /fs/, /spm/ ou /ps/, et le groupe /gz/ peut exister seulement en position intérieure (ex. exhaust « épuiser »([ɪɡˈzɔːst]) ou finale de mot : legs « jambes » ([lɛɡz]).
En roumain aussi, le nombre de consonnes dans un groupe est de trois maximum dans une même syllabe, en début de mot. Peuvent se succéder l’une des consonnes /s/, /z/, /ʃ/ ou /ʒ/ + une consonne occlusive + /l/ ou /r/, à condition que les deux premières consonnes soient ou bien sourdes, ou bien voisées, ex. splină [splinə] « rate » (l’organe), ștreang [ʃtre̯aŋɡ] « corde ». Il peut y avoir également des groupes de deux consonnes en début et en fin de syllabe, dont sont exclus /tl/ et /dl/.
En hongrois également, les groupes de consonnes en début de syllabe peuvent atteindre exceptionnellement le nombre de trois, à condition que la première soit /s/, la deuxième /p/, /t/ ou /k/, et la troisième /r/, ex. absztrakt [ɒpstrakt]. Quant aux voyelles, il peut y en avoir jusqu’à six se succédant dans des syllabes différentes, ex. fiaiéiért « pour ceux/celles de ses fils ».
En allemand et en norvégien il y a même des groupes de cinq consonnes en fin de mot : (de) Herbsts « de l’automne » (cas génitif), (no) skjelmskt « de façon espiègle, facétieuse ».
Les règles concernant les groupes de mots peuvent subir des changements au cours de l’histoire de la langue. L’ancien hongrois, par exemple, n’admettait pas deux consonnes en début de mot, ce qui est prouvé par des emprunts anciens (slave dvor > udvar « cour », latin schola > iskola « école »), mais les emprunts relativement récents ont été adoptés avec leur groupe de consonnes initial.

### Nature du noyau de syllabe
Dans certaines langues, comme le hongrois, le noyau de syllabe ne peut être qu’une voyelle. Dans d’autres langues, cela peut être une voyelle ou une diphtongue, bien que ce soit un sujet de controverse si la partie de celle-ci appelée semi-voyelle ou semi-consonne en est vraiment une, ou bien une consonne. De telles langues sont l’espagnol (ex. bueno [bwe.no] « bon »), le français (traduire [tʁa.dɥiːʁ]) ou le roumain : seară ['se̯a.rə] « soir », noapte ['no̯ap.te] « nuit ».
Dans certaines langues, des consonnes aussi (surtout /r/, /l/, /n/, /m/) peuvent constituer le noyau de la syllabe. Telle est le tchèque (ex. Brno [br̩.no]), BCMS (vrt [vr̩t] « jardin », bicikl [bit͡si.kl̩] « bicyclette ») ou l’anglais : bottle [bɒ.tl̩] « bouteille », button [bʌ.tn̩] « bouton ».

## Sources bibliographiques
- (hr) Barić, Eugenija et al., Hrvatska gramatika [« Grammaire croate »], 2de édition revue, Zagreb, Školska knjiga, 1997  (ISBN 953-0-40010-1)
- (en) Bussmann, Hadumod (dir.), Dictionary of Language and Linguistics [« Dictionnaire de la langue et de la linguistique »], Londres / New York, Routledge, 1998  (ISBN 0-203-98005-0) (consulté le 8 février 2019)
- (en) Chițoran, Ioana, The Phonology of Romanian: A Constraint-based Approach [« Phonologie du roumain. Approche à base de contraintes »], Berlin / New York, Mouton de Gruyter, 2002  (ISBN 3-11-016766-2) (consulté le 8 février 2019)
- (en) Crystal, David, A Dictionary of Linguistics and Phonetics [« Dictionnaire de linguistique et de phonétique »], 4e édition, Blackwell Publishing, 2008  (ISBN 978-1-4051-5296-9) (consulté le 10 avril 2023)
- Dubois, Jean et al., Dictionnaire de linguistique, Paris, Larousse-Bordas/VUEF, 2002 (consulté le 10 avril 2023)
- (en) Eifring, Halvor et Theil, Rolf, Linguistics for Students of Asian and African Languages [« Linguistique pour les étudiants en langues asiatiques et africaines »], Université d’Oslo, 2005 (consulté le 8 février 2019)
- Guilbault, Christian, Introduction à la linguistique I, Université Simon-Fraser, Burnaby (Canada), 2005 (consulté le 8 février 2019)
- Grevisse, Maurice et Goosse, André, Le Bon Usage. Grammaire française, Bruxelles, De Boeck Université, 2007, 14e édition,  (ISBN 978-2-8011-1404-9) (consulté le 10 avril 2023)
- (hu) Kálmán, László et Trón, Viktor, Bevezetés a nyelvtudományba [« Introduction à la linguistique »], 2de édition, augmentée, Budapest, Tinta, 2007  (ISBN 978-963-7094-65-1) (consulté le 10 avril 2023)
- Kalmbach, Jean-Michel, Phonétique et prononciation du français pour apprenants finnophones, version 1.1.9., Université de Jyväskylä (Finlande), 2013  (ISBN 978-951-39-4424-7) (consulté le 8 février 2019)
- (en) Kattán-Ibarra, Juan et Pountain, Christopher J., Modern Spanish Grammar. A practical guide [« Grammaire espagnole moderne. Guide pratique »], 2de édition, Londres / New York, Routledge, 2003  (ISBN 0-203-42831-5) (consulté le 8 février 2019)